# 오오조라 아코
《오오조라 아코》(일본어: 大空 アコ)는 일본 애니메이션 《괴담 레스토랑》에 등장하는 주인공이다. 한국어 더빙판에서는 강보리로 로컬라이징되었다.

## 소개
성우 - 시라이시 료코 / 이지영
괴담 레스토랑의 주인공이다. 소설가 지망생인 초등학교 6학년이며 빨간테 안경을 쓰고있다. 코우모토 쇼우(차세형), 사쿠마 레이코(손가연)과 친구, 오오조라 분타(두리)의 누나이다.